# Bacuris sexvittatus
Bacuris sexvittatus là một loài bọ cánh cứng trong họ Cerambycidae.